# Jaroslav Dvořák (1999)
Jaroslav Dvořák (* 21. března 1999 Hradec Králové) je český hokejový útočník a mládežnický reprezentant, od září 2016 nastupující za A-tým českého mužstva Mountfield HK.

## Hráčská kariéra
Svoji hokejovou kariéru začal v klubu HC VCES Hradec Králové, kde prošel všemi mládežnickými kategoriemi a s mladším dorostem získal dva mistrovské tituly. Svůj premiérový start za "áčko" v nejvyšší soutěži si připsal 27. 9. 2016 proti Spartě Praha. Nadále však nastupoval i za mládež Hradce a kvůli většímu hernímu vytížení v seniorské kategorii hrál rovněž za Stadion Litoměřice, prvoligovou královéhradeckou farmu. Prvnímu týmu Hradce Králové v sezoně 2016/17 částečně pomohl v lize k historickému úspěchu - zisku bronzové medaile.

## Jednotlivé sezony
- 2012/2013 Královští lvi Hradec Králové - mládež
- 2013/2014 Královští lvi Hradec Králové - mládež
- 2014/2015 Královští lvi Hradec Králové - mládež
- 2015/2016 Mountfield HK - mládež
- 2016/2017 Mountfield HK - mládež, A-tým (Česká extraliga), HC Stadion Litoměřice (1. česká liga)
- 2017/2018 Mountfield HK (Česká extraliga), HC Stadion Litoměřice (1. česká liga)
- 2018/2019 Mountfield HK ELH

## Reprezentace
| Turnaj               | Místo konání                         | Z | G | A | B | TM | Umístění |
| -------------------- | ------------------------------------ | - | - | - | - | -- | -------- |
| MS-18 2017           | Slovensko (Poprad, Spišská Nová Ves) | 5 | 0 | 1 | 1 | 14 | 7. místo |
| Celkem na MS-18 (1x) |                                      | 5 | 0 | 1 | 1 | 14 |          |